# Conte (Band)
Conte ist eine Band aus Siegburg, die Akustik-Pop mit deutschen Texten spielt. Sie besteht aus den Mitgliedern Cirsten Gülker (Gesang), Mathias Wünsche (Akustikgitarre), Willi Palm (Akustikbass) und André Del Conte (Cajón, Gesang).

## Bandgeschichte
Cirsten Gülker, Mathias Wünsche und André Del Conte probten in dieser Formation erstmals im April 2010. Im Oktober stieß Willi Palm am Akustikbass dazu.
Erste Auftritte im kleinen Rahmen folgten mit dem Höhepunkt eines Live-Auftritt im Rahmen einer Sendung des Deutschlandradio Kultur im Mai 2013. Am 6. März 2015 ist ihr Debütalbum Rosagrau bei Timezone erschienen.

## Diskografie
- 2015: Rosagrau (Album, Timezone)